# Partido Nacionalista Mexicano
El Partido Nacionalista Mexicano (PNM), fue un partido político que obtuvo su registro el 5 de julio de 1951 hasta su desaparición en 1961. Desde 1934 funcionaba como agrupación política de católicos con los nombres de Partido Social Cristiano, Partido Social Demócrata Cristiano, Movimiento Unificador Nacionalista Sindical y Movimiento Unificado Nacionalista.
Fundado por antiguos miembros de la Asociación Católica de Jóvenes Mexicanos y de otras agrupaciones católicas y conservadoras, en el cual también se incluían a los antiguos militantes del extinto Partido Fuerza Popular, exmilitantes del Partido Acción Nacional (PAN) y de la Unión Nacional Sinarquista.
Fue un partido de oposición al régimen del Partido Revolucionario Institucional (PRI), pugnaba por la reforma de los artículos constitucionales que limitaban la actividad de la Iglesia católica.

## Participación electoral
El PNM era considerado por sus mismos miembros como partido de oposición al régimen revolucionario y populista dirigido por el PRI, a pesar de ello postuló también como candidato a la Presidencia de la República en las elecciones federales de 1952 a Adolfo Ruiz Cortines, candidato del oficial del PRI y en elecciones locales participó en coalición con el PAN al cual encontraban afín al menos en sus principios y doctrina.

## Candidatos a la Presidencia de la República
- (1952): Adolfo Ruiz Cortines
- (1958): Adolfo López Mateos